# Karl-Hermann Kästner
Karl-Hermann Kästner (* 26. April 1946 in Orlishausen) ist ein deutscher Rechtswissenschaftler und Hochschullehrer.

## Leben
Kästner studierte von 1966 bis 1971 Rechtswissenschaften an den Universitäten in Tübingen und Genf. Von 1972 bis 1978 arbeitete er als Assistent an der Juristischen Fakultät der Universität Tübingen. In dieser Zeit legte er 1975 auch sein zweites Staatsexamen ab, ein Jahr nach seiner Promotion.
Von 1979 bis 1991 arbeitete Kästner als Richter am Verwaltungsgericht in Sigmaringen. 1990 habilitierte er für die Fächer Öffentliches Recht und Kirchenrecht in Tübingen.
Er nahm anschließend Lehrstuhlvertretungen in Saarbrücken, Konstanz und Mannheim an, einen Ruf an die Universität Göttingen lehnte er ab. 1991 wurde er dann zum ordentlichen Professor an die Universität Mannheim berufen, wo er bis 1994 den Lehrstuhl für Öffentliches Recht innehatte. Während dieser Zeit arbeitete Kästner zudem ein Jahr lang im Nebenamt als Richter am Verwaltungsgerichtshof Baden-Württemberg.
1994 nahm er eine Berufung zum Professor für Öffentliches Recht und Kirchenrecht an die Universität Halle-Wittenberg an, bevor er 1997 als Professor für dieselben Fächer an die Universität Tübingen zurückkehrte. 2014 ging er in den Ruhestand.
Von 2001 bis 2004 war er zudem Richter im Nebenamt am Verwaltungsgericht Sigmaringen.

## Forschungsschwerpunkte
Kästner beschäftigt sich vor allem mit dem Öffentlichen Recht unter Betonung des Verwaltungsrechts und des Verwaltungsprozessrechts. Seine Schwerpunkte sind dabei das Religionsverfassungsrecht und das Kirchenrecht.
Kästner hat hierzu einen umfangreichen Kommentar zum Artikel 4 GG verfasst und arbeitet derzeit an einer umfangreichen Neukommentierung von Artikel 140 GG (Schutz der Sonn- und Feiertage) im Bonner Kommentar zum Grundgesetz.

## Sonstige Tätigkeiten
Kästner ist Ausländisches ordentliches Mitglied der Akademie der Rechtswissenschaften der Ukraine, Mitglied des Beirats des Kirchenrechtlichen Instituts der Evangelischen Kirche in Deutschland und Mitherausgeber der Zeitschrift für evangelisches Kirchenrecht.
2009 war er Juristischer Bevollmächtigter der Evangelischen Kirche in Deutschland bei der Klage der beiden großen Kirchen vor dem Bundesverfassungsgericht gegen die Praxis Berlins, eine Ladenöffnung an allen vier Adventssonntagen zu erlauben. Kästner argumentierte dabei, dass eine selbstbestimmte Entscheidung zur Nutzung verkaufsoffener Sonntage eben nicht gegeben sei, da insbesondere beim Verkaufspersonal aber auch bei Angehörigen die Entscheidung eben nicht selbst getroffen werden könne. Dieser Argumentation schloss sich das Bundesverfassungsgericht an und erklärte die Berliner Regelung für verfassungswidrig. Diese Entscheidung wird als Grundsatzurteil zum Sonntagsschutz bezeichnet.

## Privat
Kästner ist verwitwet, hat drei erwachsene Kinder und lebt in Bingen bei Sigmaringen.

## Veröffentlichungen (Auswahl)
- Anton Menger (1841-1906). Leben und Werk (= Tübinger rechtswissenschaftliche Abhandlungen, Bd. 36). Mohr, Tübingen 1974, ISBN 3-16-636271-1 (= Dissertation Universität Tübingen).

- Staatliche Justizhoheit und religiöse Freiheit. Über die Frage nach der staatlichen Kompetenz zur Rechtsschutzgewährung im Wirkungsbereich der Kirchen und Religionsgemeinschafte (= Jus ecclesiasticum, Bd. 41). Mohr, Tübingen 1991, ISBN 3-16-145727-7 (= Habilitationsschrift Universität Tübingen).

- (mit Daniel Couzinet): Der Rechtsstatus kirchlicher Stiftungen staatlichen Rechts des 19. Jahrhunderts. Eine Untersuchung am Beispiel der Stiftung Liebenau (= Jus ecclesiasticum, Bd. 82). Mohr Siebeck, Tübingen 2008, ISBN 978-3-16-149622-6.

- Gesammelte Schriften (= Jus ecclesiasticum, Bd. 94). Mohr Siebeck, Tübingen 2011, ISBN 978-3-16-150780-9.